# Madden Most Valuable Protector Award

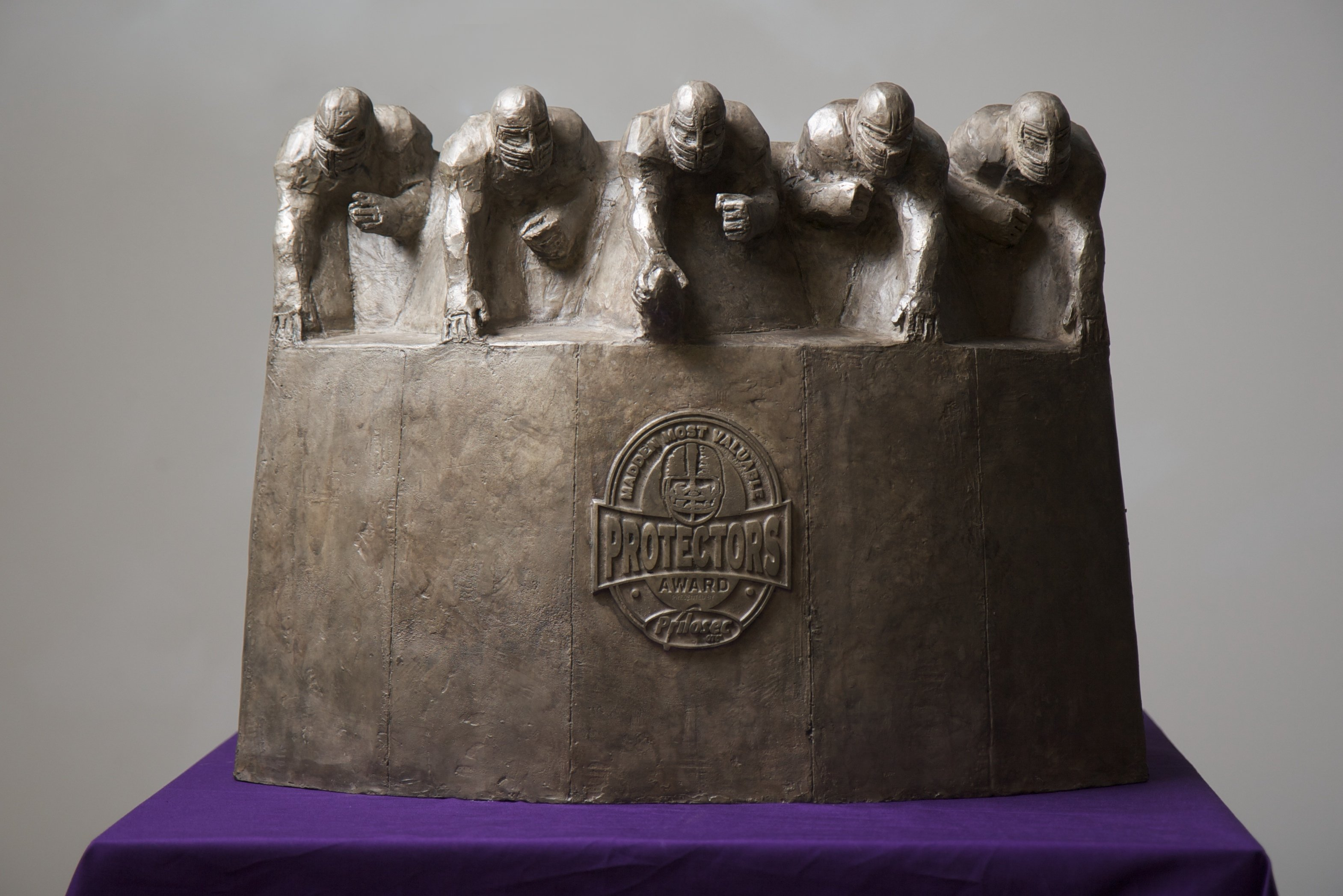
Il trofeo.

Madden Most Valuable Protector Award è il trofeo dato annualmente alla miglior offensive line di tutta la NFL. Il trofeo, sponsorizzato dalla Prilosec OTC, è nominato in onore del famoso allenatore e commentatore John Madden.
Disegnato e realizzato dall'artista Tom Tsuchiya evoca la figura di un muro di un castello con le figure dei 5 giocatori che compongono la offensive line.
Il trofeo che pesa 42,3 kg per una grandezza di 42 cm è in bronzo con una patina d'argento che riveste la struttura.
Le 5 migliori offensive line vengono scelte dallo stesso John Madden e una commissione composta da 4 presentatori della NFL Network. La migliore è votata dai fans sul sito ufficiale della NFL vince il trofeo.
La prima edizione ha preso in considerazione la stagione regolare del 2009. I New Orleans Saints hanno vinto già due volte questo trofeo.

## Albo d'oro
| Anno | Squadra                |
| ---- | ---------------------- |
| 2012 | San Francisco 49ers    |
| 2011 | New Orleans Saints (2) |
| 2010 | New England Patriots   |
| 2009 | New Orleans Saints     |